# San Jerónimo Tecuanipan
San Jerónimo Tecuanipan är en kommun i Mexiko.   Den ligger i delstaten Puebla, i den sydöstra delen av landet, 90 km sydost om huvudstaden Mexico City.
Följande samhällen finns i San Jerónimo Tecuanipan:
- Los Reyes Tlanechicolpan
- San Miguel Papaxtla